# Sandåga
Sandåga est une localité du comté de Nordland, en Norvège.

## Géographie
Administrativement, Sandåga fait partie de la kommune de Meløy.